# Myrciaria dubia
Myrciaria dubia, llamado comúnmente camu-camu, es un arbusto nativo de la Amazonía, crece también en algunas regiones de Bolivia, Colombia y Brasil y se desarrolla en forma silvestre en los suelos aluviales inundados durante la época de lluvias. Se encuentra principalmente a lo largo de los ríos Putumayo, Ucayali y Amazonas y sus afluentes, en el sector ubicado entre las localidades de Pucallpa (sobre el río Ucayali) y Pebas (sobre el río Amazonas).  Puede llegar a medir hasta 8 m de altura. Se cultiva como frutal, apreciándose su fruto por el alto contenido en vitamina C.

## Taxonomía
Myrciaria dubia fue descrita por (Kunth) McVaugh y publicado en Fieldiana, Botany 29(8): 501–502 en 1963.
Sinonimia
- Eugenia divaricata Benth.
- Eugenia grandiglandulosa Kiaersk.
- Marlierea macedoi D.Legrand
- Myrciaria caurensis Steyerm.
- Myrciaria divaricata (Benth.) O.Berg
- Myrciaria lanceolata O.Berg
- Myrciaria lanceolata var. angustifolia O.Berg
- Myrciaria lanceolata var. glomerata O.Berg
- Myrciaria lanceolata var. laxa O.Berg
- Myrciaria obscura O.Berg
- Myrciaria paraensis O.Berg
- Myrciaria phillyraeoides O.Berg
- Myrciaria riedeliana O.Berg
- Myrciaria spruceana O.Berg
- Myrtus phillyraeoides (O.Berg) Willd. ex O.Berg
- Psidium dubium Kunth[3]

## Importancia económica y cultural
Se consume camu-camu en polvo (Vitamina C), néctar, refresco, helado y yogur.
Debido a la elevada concentración de ácido ascórbico el "camu camu" es considerado como frutal nativo de primer orden para la agroindustria. Sin embargo, hay una alta variabilidad genética que origina una enorme y heterogénea calidad en cuanto al contenido de ácido ascórbico. 
En estudios recientes se ha determinado que la cáscara del fruto maduro tiene una buena concentración del pigmento antocianina apropiado para la fabricación de los colorantes.

### Valores nutricionales
Los frutos de esta planta contienen una excepcional concentración de vitamina C, hasta hace poco se sabía que posee al menos 16 veces más que la pulpa de naranja, pero en una reciente exploración al Amazonas se descubrieron ejemplares que presentan entre 3000 a 6000 mg de ácido ascórbico cada 100 g de pulpa, es decir, entre 57 y 114 veces más concentración que la naranja.[cita requerida]
El contenido en nutrientes por cada 100 g de la parte comestible es de: proteínas 0,4 g, carbohidratos 5,9 g, Fécula 0,44 g, Vitamina C 2145 mg, Agua 94,1 g, Azúcar 1.28 g, fibra alimenticia 1,1 g, Aceite 0,2 g, calcio 15,7 mg, cobre 0,2 mg, hierro 0,53 mg, magnesio 12,4 mg, manganeso 2,1 mg, grasa 0,2 g, potasio 83,8 mg, sodio 11,1 mg, zinc 0,36 mg y el de mayor valor el ácido ascórbico L, entre 1882-2280 mg. β-caroteno 72.8 ± 74.6 μg/100 g y Vitamina A (RE/100 g) con 14.2 ± 13.4.

### Propiedades terapéuticas
Antigripal, laxante,ayuda a contrarrestar la influenza A(H1N1) y antiinflamatorio